# Kisrozvágy
Kisrozvágy este un sat în districtul Cigánd, județul Borsod-Abaúj-Zemplén, Ungaria, având o populație de 170 de locuitori (2011). 

## Demografie
Componența etnică a satului Kisrozvágy
     Maghiari (92,94%)
     Romi (7,06%)
Componența confesională a satului Kisrozvágy
     Reformați (39,41%)
     Greco-catolici (24,71%)
     Romano-catolici (18,82%)
     Fără religie (5,29%)
     Necunoscută (11,76%)
     Alte religii (1,76%)
Conform recensământului din 2011, satul Kisrozvágy avea 170 de locuitori. Din punct de vedere etnic, majoritatea locuitorilor (92,94%) erau maghiari, cu o minoritate de romi (7,06%). Nu există o religie majoritară, locuitorii fiind reformați (39,41%), greco-catolici (24,71%), romano-catolici (18,82%) și persoane fără religie (5,29%). Pentru 11,76% din locuitori nu este cunoscută apartenența confesională.